# Disporum trabeculatum
Disporum trabeculatum là một loài thực vật có hoa trong họ Măng tây. Loài này được Gagnep. mô tả khoa học đầu tiên năm 1934.